# Hans Seel
Hans Seel (* 16. September 1898 in Würzburg; † 3. Mai 1961 in Berlin) war ein deutscher Pharmakologe und Toxikologe.

## Leben
Der Sohn eines Chemikers und Oberstabsapothekers beendete seine Schullaufbahn am humanistischen Eberhard-Ludwigs-Gymnasium Stuttgart 1916 mit dem Notabitur. Er trat danach (während des Ersten Weltkrieges) in die Württembergische Armee, musste jedoch kurz darauf krankheitsbedingt die angestrebte Offizierslaufbahn beenden. Er begann ein Medizin- und Chemiestudium und leistete ab 1917 als Sanitäter erneut Kriegsdienst. Nach Kriegsende wurde er aus der Armee entlassen.
Seel nahm danach sein Studium, ergänzt um das Fach Tiermedizin, wieder auf und besuchte die Universitäten Tübingen, München, Stuttgart, Würzburg und Hannover. 1919 wurde er im Corps Franconia München recipiert. 1919/20 gehörte er dem Freikorps Epp an, mit dem er u. a. an der Niederschlagung der Münchner Räterepublik und an den militärischen Auseinandersetzungen mit der Roten Ruhrarmee teilnahm. Von 1921 bis 1924 war er Mitglied im Deutschvölkischen Schutz- und Trutzbund. An der Universität Würzburg wurde er 1923 zum Dr. med. promoviert und arbeitete dort anschließend als Assistent in der Pharmakologie. Er wechselte 1926 an die Friedrichs-Universität Halle (Saale), wo er am Pharmakologischen Institut erster Assistent wurde. Nach seiner Habilitation wirkte Seel ab 1928 in Halle als Privatdozent für Pharmakologie, Balneologie und Toxikologie. Nach einer Auseinandersetzung um Fördermittel für eine Studienreise in die Vereinigten Staaten ging er 1930 an die Universität Hamburg und leitete am Klinikum Hamburg-Eppendorf das Institut für experimentelle und klinische Pharmakologie.
Seel war bereits 1931 der Nationalsozialistischen Deutschen Arbeiterpartei beigetreten und wurde 1933 Mitglied der Sturmabteilung. Danach trat er noch 1936 dem Deutschen Luftsportverband, dem NS-Fliegerkorps (NSFK) sowie der NSV und dem NS-Ärztebund bei.
Er war ab 1933 am Kaiser Wilhelm Institut für Physikalische Chemie und Elektrochemie in Berlin-Buch beschäftigt, wo er als Abteilungsleiter für Pharmakologie tätig war. Ab 1935 leitete er ein Forschungsinstitut für klinische Pharmakologie in Hamburg und ab 1938 in Berlin. Während des Zweiten Weltkrieges war er 1940 mit Forschungen zur Schädlingsbekämpfung und Bodenentseuchung beauftragt. Er gehörte der Arbeitsgemeinschaft für Arzneimittelforschung und Arzneimitteltherapie an. Von 1943 bis 1945 übernahm er den Posten des Direktors am Pharmakologischen Institut des Zentralinstituts für Krebsforschung Gut Nesselstedt der Reichsuniversität Posen.
Nach Kriegsende wurde er entnazifiziert. Er hatte seinen Wohnsitz in Berlin-Friedenau (West-Berlin), leitete dort ein Privatinstitut und war hauptsächlich als praktizierender Arzt tätig. Ab 1951 arbeitete er bis 1959 in der auf Veranlassung des Ministeriums für Gesundheitswesen der DDR gebildeten Deutschen Arzneibuchkommission (Präsident Theodor Brugsch, Vizepräsident Kurt Mothes) als Leiter der Arbeiten; mit dieser Kommission war er der Deutschen Akademie der Wissenschaften zu Berlin (DAW) zugeordnet. Ab 1953 saß er der Berliner Gesellschaft für Medizin und Pharmazie vor. An der Humboldt-Universität zu Berlin (HUB) wirkte er seit 1952 als Dozent und wurde dort 1954 zum Professor mit Lehrauftrag für Pharmakologie ernannt, wobei beide Tätigkeiten nebenamtlich erfolgten; eine Ernennung zum Professor mit vollem Lehrauftrag wurde 1957 abgelehnt.
Seine Forschungsschwerpunkte lagen im Bereich Digitalisglykoside, Vitamine, Hormone, Schädlingsbekämpfungsmittel, Pharmakologie der Arzneipflanzen, Ernährungsphysiologie, Balneologie sowie Phosphor-, Eisen- und Iod-Stoffwechsel. Er war Autor zahlreicher Fachveröffentlichungen.

## Schriften
- Untersuchungen über capsella bursa pastoris, 1923 (Med. Dissertation an der Universität Würzburg)
- Pharmakologische Studien im Gebiete der Sterine, F. C. W. Vogel, Leipzig 1928 (Habilitationsschrift an der Universität Halle) (In: Archiv für experimentelle Pathologie und Pharmakologie, Bd. 133)
- Pharmakodynamik deutscher Heilpflanzen, Hippokrates-Verl., Stuttgart 1940 (zusammen mit Siegfried Flamm; Ludwig Kroeber)
- Klinische Pharmakologie der Herz- und Kreislaufkrankheiten als Grundlage einer individuellen Therapie, Hippokrates-Verl., Stuttgart 1956

## Weblink
- Eintrag zu Hans Seel im Catalogus Professorum Halensis